# Maaike van Klink
Maaike van Klink (Leidschendam, 4 augustus 2000) is een voetbalspeelster uit Nederland. Ze komt uit voor het Amerikaanse FIU Panthers.

## Clubcarrière
Van Klink begon bij ADO in het beloften-elftal dat in de Beloftencompetitie speelt, en tekende in de zomer van 2020 een contract. Van Klink speelde tot en met het seizoen 2021/22 als doelverdediger voor ADO Den Haag in de Vrouwen Eredivisie. Zij maakte haar debuut in de Eredivisie met een invalbeurt in april 2021 tegen Ajax, toen Barbara Lorsheijd geblesseerd uitviel. 
Van Klink speelt vanaf de zomer 2022 voor de FIU Panthers, het voetbalteam van de Florida International University in Miami, Florida. De FIU Panters spelen in de Division I college soccer competitie. Dit combineert Van Klink met een studie aan de Universiteit van Florida.

## Statistieken
| Seizoen | Club         | Land      | Competitie         | Wedstrijden | Doelpunten |
| ------- | ------------ | --------- | ------------------ | ----------- | ---------- |
| 2020/21 | ADO Den Haag | Nederland | Vrouwen Eredivisie | 1           | 0          |
| 2021/22 | ADO Den Haag | Nederland | Vrouwen Eredivisie | -           | 0          |
| Totaal  | Totaal       | Totaal    | Totaal             | 1           | --         |

Laatste update: 17 oktober 2024

## Privé
Van Klink heeft haar bachelorstudie Internationale Politicologie aan de Universiteit Leiden afgerond. Zij studeert vanaf 2022 Global Affairs aan de Florida International University in Miami, Florida (master).